# Collège Rivier
 (janvier 2011).
Si vous disposez d'ouvrages ou d'articles de référence ou si vous connaissez des sites web de qualité traitant du thème abordé ici, merci de compléter l'article en donnant les références utiles à sa vérifiabilité et en les liant à la section « Notes et références ».
Le Collège Rivier est une école secondaire privée située à Coaticook, dans la région de l'Estrie.

## Historique
Le Collège Rivier poursuit sa mission éducative depuis 1870. Couvent de Coaticook, École Normale Nouvelle-France, Pensionnat Notre-Dame-de-la-Présentation et, depuis 1991, Collège Rivier, cette institution d'enseignement aux appellations multiples a su, depuis sa fondation, répondre aux attentes de sa clientèle. Le Collège Rivier doit son nom à Marie Rivier, fondatrice de la Congrégation des Sœurs de la Présentation de Marie.
En 1870, les religieuses répondent à l'invitation de l'abbé Jean-Baptiste Chartier et s'installent à Coaticook, (Québec, Canada). Elles y ouvrent une école dont l'histoire est intimement lié à celui de la municipalité.
Sa popularité aidant, ce lieu d'éducation exige rapidement des agrandissements. Les premières rénovations, en 1884, seront suivies de plusieurs autres: 1897, 1902, 1907, 1972 et 1987.
L'orientation pédagogique s'est aussi transformée au cours des années. Après avoir dispensé le cours primaire français et anglais, les cours lettres et sciences, le cours commercial bilingue et l'École normale, le Collège offre aujourd'hui le cours secondaire avec pensionnat et l'externat pour les filles et les garçons.

## De nos jours
Si aujourd'hui la totalité du personnel enseignant est laïque, il en était autrement jadis. Par leur dévouement et leurs compétences, les religieuses ont su former des générations de femmes dignes de leur époque. Depuis quelques années, une équipe de laïcs prend la relève avec la même détermination et les mêmes objectifs afin de former les générations à venir.
Depuis de nombreuses années, l'accent a été mis sur la qualité du français et sur une éducation ayant comme base les valeurs humaines et chrétiennes.